# Burkholderia
Burkholderia és un gènere de bacteris en forma de bacils rectes que són gramnegatius, oxidasa i catalasa positius i amb un contingut en guanina-citosina (G+C) que oscil·la entre el 59 i el 69,5 per cent. Són bacteris mòbils amb un flagel polar únic o bé amb un plomall de flagels polars segons les espècies. També són mesòfils i no esporulats. El seu metabolisme és aerobi. Com a substància de reserva utilitzen el polihidroxibutirat.
Ecològicament són sapròfits que intervenen en el reciclatge de matèria orgànica. Els bacteris d'aquest gènere poden ser patògens per a l'espècie humana i per a altres animals, com Burkholderia mallei, agent causal del borm, o per a les plantes com B. cepacia, que és un patogen oportunista en malalts de fibrosi quística i presenta una gran capacitat degradadora de contaminants orgànics.
El gènere Burkholderia es va formar a partir del gènere Pseudomonas en funció de les dades d'ARNr. L'espècie tipus és B. cepacia.

## Taxonomia
Aquest gènere és membre de la classe dels beta-proteobacteris, classificats dins el fílum Pseudomonadota. Tot i que encara no està totalment clar, cada vegada és més comú separar la família Burkholderiaceae en dos gèneres diferents: Burkholderia i Paraburkholderia. Aquesta divisió té com a objectiu diferenciar els gèneres basant-se en les espècies patògenes i les espècies ambientals de l'altra. Per identificar les soques i les espècies noves d'aquest gènere, s'utilitza el RNA 16S o la proteïna codificada en el gen recA, que forma part de la via de biosíntesi d'histidina.
Un altre mètode per a delimitar les espècies dins del gènere és la hibridació DNA-DNA (DDH), en la qual s'estableix que dues mostres pertanyen a la mateixa espècie si es supera el 70 per cent de coincidència (hibridació). Tot i això, aquesta tècnica s'està veient eclipsada per altres mètodes in silico, que permeten comparar ràpidament similituds en el genoma i obtenir un resultat de coincidència fiable.

## Diversitat del gènereBurkholderia
Les espècies que conformen aquest gènere presenten una gran diversitat morfològica, fisiològica, metabòlica i genètica.

### Diversitat genètica i fenotípica
Hi ha molts exemples dins del gènere Burkholderia que mostren aquesta diversitat fenotípica. Burkholderia thailandensis és una espècie patogènicament inofensiva, mentre que Burkholderia mallei és una espècie virulenta que infecta mamífers, principalment els equins, causant la malaltia que es coneix com el borm, encara que també pot afectar humans. Burkholderia pseudomallei és una altra espècie genèticament propera a les dues anteriors amb una alta patogenicitat, sent una de les causes de la melioïdosi i és classificat com a amenaça biològica.
Si es comparen genòmicament exemplars aïllats de Burkholderia thailandensis amb B. pseudomallei, s'observen illes genòmiques específiques que contenen factors de patogenicitat i virulència compartides per les dues espècies, encara que els elements genòmics no tenen una funcionalitat semblant en ambdues espècies. El producte de les petites variacions en les illes o en l'expressió gènica d'aquestes entre espècies resulta en diferents rutes infectives i diferents manifestacions clíniques. Aquestes illes genòmiques podrien oferir a certes soques avantatges evolutives a certes soques/espècies del gènere respecte altres, cosa que afavoreix la competitivitat.
Es creu que uns dels factors pels quals Burkholderia thailandensis ha perdut la capacitat infectiva amb virulència és l'operó d'assimilació d'arabinosa, que és considerat antivirulent. L'absència d'aquest operó en les dues altres espècies podrien haver causat parcialment el desenvolupament patogènic.
Genèticament, Burkholderia pseudomallei i B. mallei són pràcticament clons, encara que B. mallei està altament especialitzat al seu hoste i no sol tenir presència en hàbitats naturals fora dels equins o relatius.
Sovint, l'origen de les illes genòmiques (particularment en bacteris) són fags (profags), és a dir, material genètic provinent de virus que s'ha inserit en el genoma del bacteri, induint la transferència lateral de gens. Per exemple, el genoma de 7,3Mb de la soca k96243 de B. pseudomallei conté 16 illes genòmiques, de les quals no se sap si tots els profags que conté són actius.
En la literatura bibliogràfica present respecte els factors de virulència produïts per fags, s'inclouen exemples de proteïnes associades a toxicitat, resistència, adhesió i antigenicitat.

### Diversitat ecològica
La gran versatilitat que presenten resulta en la colonització d'una gran varietat de nínxols ecològics. Un exemple és el complex de Burkholderia cepacia (BBC), que representa un grup de genomovars estretament relacionat entre ells, i conté especies extensament distribuïdes. Es poden trobar aïllats habitant sòls, aigües (tant continentals com marines), la rizosfera de les plantes, humans i altres espècies d'animals. Les nou espècies que conformen aquest complex són, segons alguns autors: B. cepacia, B. multivorans, B. cenocepacia, B. stabilis, B. vietnamiensis, B. dolosa, B. ambifaria, B. anthina, B. pyrrocinia i B. ubonensis. La identificació dels diferents genomovars va ser possible gràcies a una combinació de tècniques instrumentals, com ara l'electroforesi en gel de poliacrilamida i polimorfismes de longitud de fragments de restricció basats en recA. Tot i així, altres fonts atribueixen al complex Burkholderia cepacia 22 espècies estretament relacionades que infecten normalment pacients amb fibrosi quística i immunocompromesos. Entre elles es troben B. cenocepacia i B. multivorans. Per altra banda, hi ha espècies altament relacionades que es troben en el complex Burkholderia pseudomallei (BPC): B. pseudomallei, B. mallei, B. thailandensis, B. humptydooensis, B. oklahomensis, B. singularis, B. mayonis i B. savannae.
Burkholderia cenocepacia i B. ambifaria predominen en mostres ambientals, concretament en la rizosfera de la planta de blat de moro, tot i que algunes soques de B. cenocepacia virulentes s'han aïllat en ambients clínics. Burkholderia multivorans també és una espècie virulenta que es troba habitualment en clíniques i hospitals.

## Patogènia

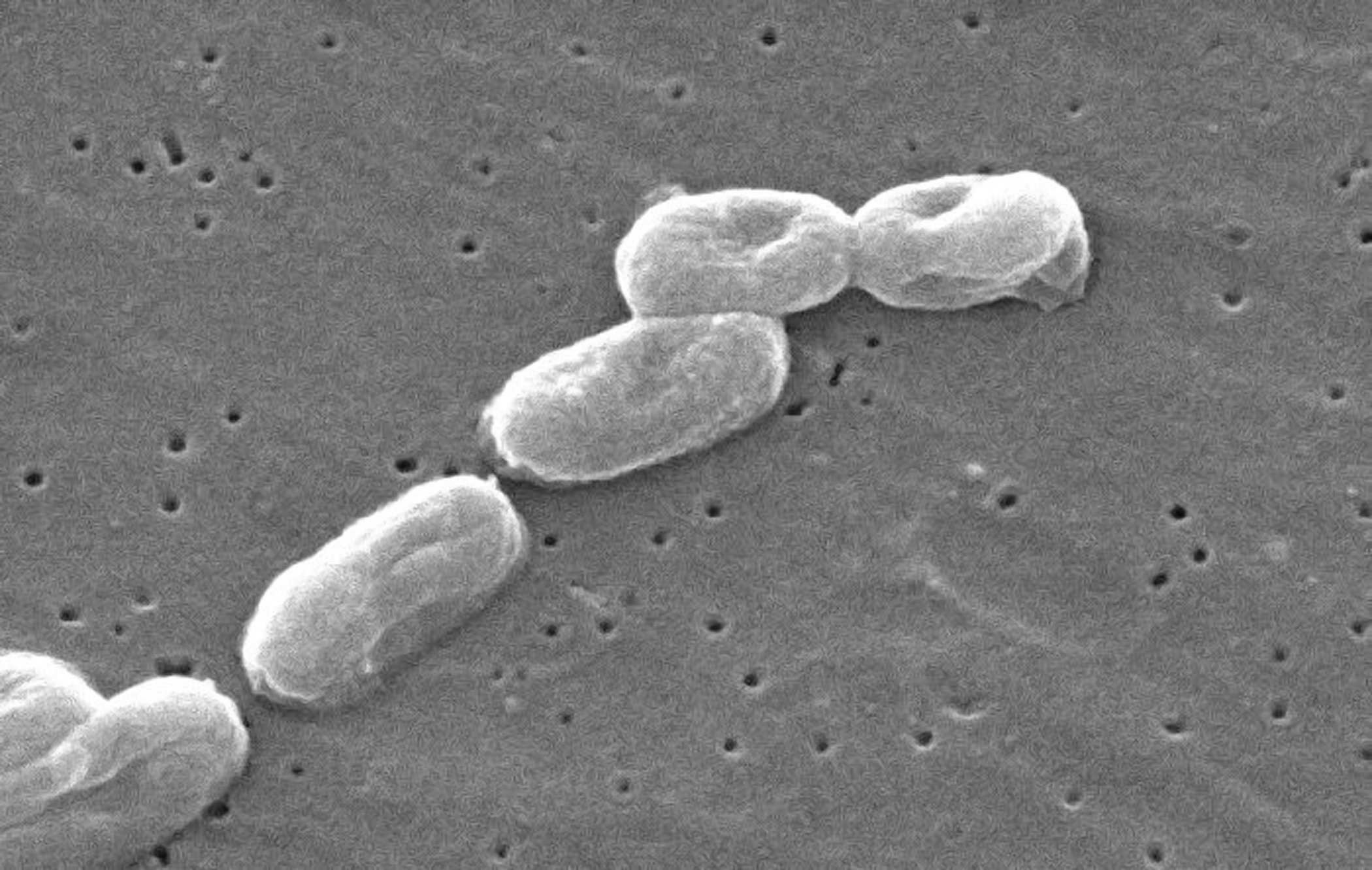
Burkholderia cepacia

En el context de la patogènia, aquest gènere revesteix un interès especial pel seu potencial patogènic en humans. L'espècie Burkholderia pseudomallei és l'agent causal de la melioïdosi, mentre que Burkholderia cepacia pot causar pneumònia. Aquesta malaltia és endèmica de les zones properes a l'equador, com el sud-est asiàtic i el nord d'Austràlia. La malaltia pot ser contreta mitjançant la ingestió d'aigua o sòl contaminat, així com per la inhalació de partícules de pols que contingui el bacteri.
Un dels factors de virulència clau d'aquest gènere és el lipopolisacàrid (LPS) i la càpsula que el recobreix el bacteri. En el cas de B. pseudomallei, el lípid A sovint es modifica per augmentar les probabilitats d'evitar la resposta del sistema immunitari, afegint residus d'arabinosa 4-amino-4-desoxi-L (Ara4N) carregats positivament, el que el fa més antigènic. Pel que fa a B. cepacia, l'expressió dels sucres presents a la càpsula li atorga una alta virulència. L'exposició de l'antigen O depèn de les condicions ambientals i pot afavorir la patogenicitat en certs contextos.
Una estratègia utilitzada per evadir la resposta immune és l'ús del LPS, que impedeix la formació del complex d'atac a la membrana (MAC), permetent així l'evasió del sistema del complement.
Els patògens oportunistes constitueixen la majoria del grup Burkholderia sp., que es divideix en els dos grans complexos: el de Burkholderia cepacia (BCC) i el de Burkholderia pseudomallei (BPC). En pacients amb fibrosi quística, les espècies de BCC sovint causen infeccions pulmonars cròniques, així com infeccions nosocomials en persones que manquen de sistema immunològic. La manifestació més greu de la malaltia és un deteriorament ràpid i incontrolat dels pacients amb septicèmia i pneumònia necrosant, coneguda com a "síndrome de cepacia". Les BCC són intrínsecament resistents a una varietat de medicaments i, com la majoria de les espècies de Burkholderia, poden romandre als pulmons durant un període prolongat de temps a causa de la formació de biofilms in vivo. Els pacients amb fibrosi quística i exacerbacions pulmonars solen rebre un tractament de diversos mesos amb almenys dos antibiòtics intravenosos, com ara tobramicina, meropenem o ceftazidima.
Pel que fa al complex BPC, la Burkholderia pseudomallei i la Burkholderia mallei causen el borm i la melioïdosi; són les espècies del BPC més estudiades. Burkholderia thailandensis, parent proper de B. pseudomallei, rarament causa malalties en els humans i no és considerada virulenta. Tant B. pseudomallei com B. mallei són considerats agents propis dels nivells de bioseguretat 2 i 3, segons el criteri del Centre per al Control i Prevenció de malalties estatunidenc.

### Pili
Els pili (singular, 'pilus'), formats per proteïnes pilines, són apèndixs filamentosos utilitzats pels bacteris per mediar les primeres etapes de l'adhesió a les cèl·lules de l'hoste. Els pili poden retraure's i estendre's a través de la polimerització i despolimerització del filament per moure's sobre superfícies i entrar en contacte estret amb les cèl·lules de l'hoste. En el prototip de la soca K96243 de Burkholderia pseudomallei estan codificats un total de 13 grups semblants a pilina, sent un important factor de virulència per a les espècies de Burkholderia..

### Fímbries
Una altra estructura filamentosa present en la superfície externa dels bacteris són les fímbries de tipus I, que es lliguen a residus de sucre d-manosilats situats en els receptors glicoproteics de la superfície cel·lular, expressats per l'epiteli intestinal i els macròfags, facilitant així la internalització dels bacteris durant la infecció intestinal.

### Autotransportadors
Els autotransportadors (ATs) són proteïnes ancorades a la membrana externa que s'han implicat en múltiples vies de patogènesi i poden existir com a estructures monomèriques (ATs clàssics) o trímeres (trímers d'adhesines autotransportadores, TAAs). Burkholderia pseudomallei codifica onze ATs, dos dels quals són ATs clàssics i nou TAAs. Sis dels TAAs codificats, bpaA, bpaB, bpaC, bpaD, bpaE i bpaF, tenen un paper ja sigui en l'adhesió o en la invasió de les cèl·lules epitelials pulmonars humanes.

### Flagels
El flagel d'un bacteri no només permet el seu moviment a través del medi, sinó que en moltes espècies, és necessari per a la invasió de les cèl·lules de l'hoste. La subunitat de flagel·lina de Burkholderia pseudomallei està codificada per fliC (BPSL3319). La supressió o inactivació d'aquest gen resulta en una soca no motilitzada. La flagel·lina (FliC) de B. pseudomallei també està implicada en el reconeixement pels receptors tipo toll (TLR), que són essencials perquè l'hoste pugui detectar patògens i estimular el sistema immunitari innat. La FliC purificada és reconeguda pels receptors TLR5 i, en estimular les cèl·lules HEK-BlueTM-hTLR5 i THP1-DualTM, activa el NF-κB de manera dependent de TLR5. No obstant això, aquesta estimulació no arriba al mateix nivell que la flagel·lina purificada de Salmonella Typhimurium. S'ha demostrat que el TLR5 reconeix tant la flagel·lina purificada com els flagels filamentosos muntats adherits a B. pseudomallei, i la supressió de fliC provoca l'eliminació de l'activació de TLR5. Aquestes observacions justifiquen la realització d'una investigació addicional més a fons sobre l'activació de TLR5 per part dels flagels/flagel·lina, ja que trobar maneres de subvertir això seria beneficiós per a l'hoste.

## Aïllament en placa
L'aïllament del gènere Burkholderia en placa es pot fer en diferents medis de cultiu, però s'ha de tenir en compte quin usar a l'hora d'aïllar-ne una colònia ja que creix en medis de cultiu on creixen microorganismes d'altres gèneres. També s'ha de tenir en compte l'espècie de Burkholderia que es vol aïllar per diferenciar la colònia d'interès.
Es pot cultivar Burkholderia en medis de cultiu com el medi LB (permet el creixement de qualsevol microorganisme cultivable), l'agar MacConkey (usat per aïllar bacteris gram negatius com Burkholderia), l'agar sang (permet el cultiu d'una gran varietat de bacteris i permet diferenciar aquells hemolítics, tot i que aquest segon avantatge no és útil per al gènere Burkholderia ja que aquests bacteris no són hemolítics) i el més usat per aïllar aquest gènere de bacteris, l'agar Ashdown.

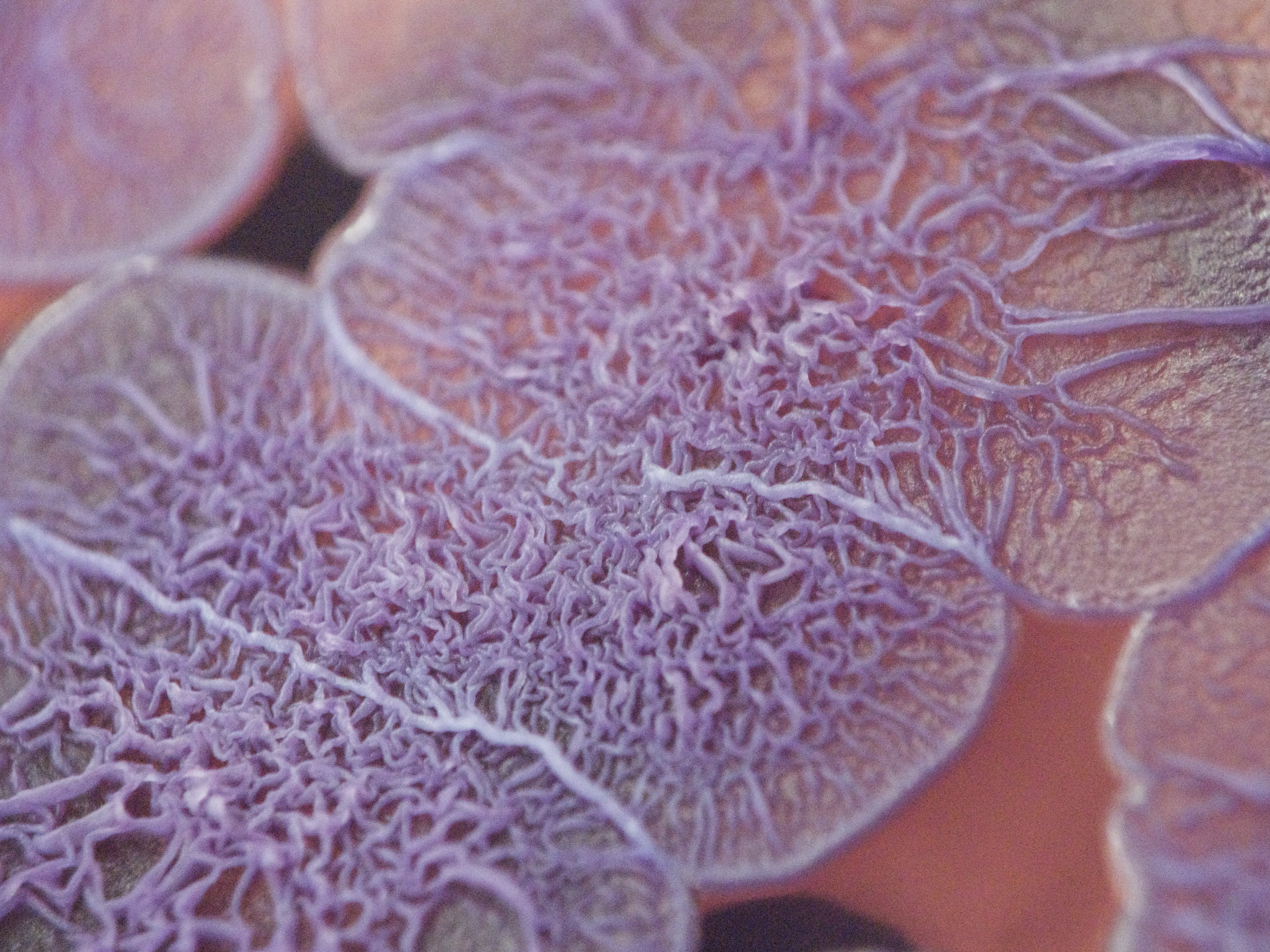
Creixement de Burkholderia thailandesis en agar Ashdown.

L'agar Ashdown s'usa principalment per aïllar l'espècie Burkholderia pseudomallei, això és gràcies als inhibidors de creixement d'altres bacteris. Entre altres components, hi ha el blau de bromitol, el cristall violeta i la gentamicina que permeten el creixement de B. pseudomallei però no d'altres espècies. Aquest medi és usat principalment en laboratoris clínics i de diagnòstic per aïllar B. pseudomallei de mostres clíniques, com ara sang, esput o teixits, en pacients amb sospita de melioïdosi. La colònia de B. pseudomallei en aquest medi de cultiu es veurà de color groc o taronja clar degut al indicador de pH (blau de bromitol) amb forma irregular i les vores ondulades. La grandària de la colònia és bastant variable, hi ha colònies grans i petites però solen ser d'una mida moderada.
També s'ha dissenyat un altre medi de cultiu específic per a l'espècie Burkholderia pseudomallei, l'anomentat BPSA (Burkholderia pseudomallei selective agar), que es basa en l'ús de l'arabinosa i la lactosa com a fonts de carboni, el cristall violeta i el roig de fenol per detectar la presència d'àcids. S'ha observat que el medi BPSA és més efectiu per aïllar l'especie B. pseudomallei mentre que és capaç de discriminar altres espècies del gènere Burkholderia.

## Contaminació en aliments i en l'aigua
Burkholderia és un gènere que es pot trobar contaminant diferents aliments com fruites i verdures, carns, productes lactis, pasta o l'aigua. És un gènere que presenta espècies patogèniques humanes on les dues més típiques que contaminen aliments i produeixen malalties són B. pseudomallei, B. cepacia i B. gladioli.

### Mètodes de detecció
Hi ha diferents mètodes de detecció per aquest gènere de Betaproteobacteris en aliments, entre aquests cal destacar qPCRs que permeten descartar la contaminació de Burkholderia en aliments i una molt eficient i ràpida com RPA-CRISPR/Cas12a.

#### qPCR
Els mètodes de qPCR són PCRs a temps real amb fluorescència que duen a terme la detecció de diferents gens del gènere Burkholderia. Principalment els gens pels quals es disenyen els encebadors són gens que codifiquen la proteïna ISBma2 (transposasa present en B.mallei i B.pseudomallei), la proteïna psu (acetiltransferasa putativa del sistema de secreció de tipus III de B.pseudomallei) o la proteïna mau (proteïna de la família de les integrases dels fags, presents en B.mallei).
Aquest tipus de mètode és molt eficient, amb 2-3 hores ja és suficient per poder fer una bona detecció, això se li suma que són molt sensibles i són capaces de detectar petites quantitats de ADN. No obstant això aquestes tècniques solen tenir un cost elevat i tenen risc a patir resultats de falsos negatius, a més per dissenyar els encebadors s'ha de tenir un bon coneixement sobre el genomae del bacteri en estudi.

#### RPA-CRISPR/Cas12a
Els mètodes de RPA-CRISPR/Cas12a són mètodes que combinen la sensibilitat de i la especificitat de CRISPR/Cas12 amb la rapidesa i simplicitat de l'amplificació de recombinasa polimerasa (RPA).
En aquest cas, primer es fa una extracció de ADN de la mostra d'aliment que es vol analitzar. Posteriorment s'amplifica mitjançant la tècnica RPA el gen OmpF de Burkholderia, obtenint així molta quantitat d'aquest gen si el bacteri és present. Quan l'àcid nucleic està amplificat, aquest s'afegeix a una barreja de reacció que conté Cas12a de Staphylococcus aureus i una molècula d'ADN reporter fluorescent que s'uneix al gen OmpF. Cas12a és una proteïna que pot reconèixer i tallar seqüències d'ADN específiques. Quan Cas12a s'uneix a la seva seqüència objectiu (en aquest cas 5'-GAGAGTTGGCCTAGGGTTC-3', part del gen OmpF) produeix una escissió trans, produint un tall no específic en altres molècules d'ADN monocatenaries del voltant de la seqüència objectiu de Cas12a. La molècula d'ADN reporter fluorescent present en la barreja de reacció està dissenyada per a ser tallada per Cas12 només quan està unida al seu ADN objectiu. Si l'àcid nucleic objectiu és present a la mostra, Cas12a s'unirà i tallarà la molècula d'ADN reporter, alliberant un senyal fluorescent que podrà ser detectada, en el cas que s'emeti fluprescència, significarà que la OmpF de Burkholderia estarà present.
Aquest mètode pot arribar a ser molt útil, ja que si només es té en compte la etapa de reacció, es pot detectar fluorescència en 20-40 minuts. En quant a la sensibilitat i l'especificitat de la tècnica també són molt altes, en aquest cas es pot detectar quantitats molt petites del gen de Burkholderia i no dona lloc a falsos positius. A més aquestes tècniques s'han pogut adaptar per fer-les portàtils i són molt versàtils, es poden usar en molts àmbits no només relacionats en la detecció de microorganismes en aliments, per exemple es pot usar en un diagnòstic mèdic per detectar un patogen en un pacient. D'altra banda, aquesta tècnica és bastant costosa degut al equip necessari per dur a terme la reacció així com els propis reactius. El fet que sigui una tècnica molt sensible s'ha de tenir en compte a l'hora de manipular les mostres, ja que pot produir una contaminació i un resultat no desitjat és altament possible.

## Seguretat alimentària
La seguretat alimentària és molt important per la prevenció de malalties que es transmeten a través d'aliments. Les normatives i estàndards relacionats amb Burkholderia a la cadena alimentària tenen un paper crucial en la mitigació de riscos per a la salut pública. Tot i que Burkholderia no sol ser una preocupació principal en la seguretat alimentària ja que hi ha altres patògens que comporten més riscos, la contaminació d'aliments amb soques patògenes de B. cepacia pot representar un risc potencial per a certs grups de la població, especialment aquelles persones amb sistemes immunològics més dèbils.
Diversos estudis han destacat la necessitat d'implementar pràctiques d'higiene adequades i controls de qualitat estrictes en la producció i el processament d'aliments per prevenir-ne la contaminació, en aquest cas per Burkholderia. La implementació de normatives governamentals i estàndards internacionals, com el sistema d'Anàlisi de Perills i Punts Crítics de Control (HACCP) i les Bones Pràctiques de Manufactura (GMP), ha demostrat ser eficaçes, i han resultat en la reducció de la contaminació microbiana a la cadena alimentària.
S'han implementat directrius específiques per a la prevenció de la contaminació per Burkholderia en la producció i manipulació d'aliments frescos, sobretot aquells que podrien contenir el bacteri a les seves superfícies o teixits. Aquestes mesures inclouen diverses pràctiques d'higiene agrícola com el rentat i desinfecció adequats de productes agrícoles, la manipulació segura durant la collita i l'envasament per tal de reduir el risc de contaminació. En l'àmbit de la seguretat alimentària, és molt important implementar programes de monitorització i detecció de patògens, incloent-hi Burkholderia, en productes alimentaris tant a nivell nacional com internacional. Aquesta vigilància activa de la presència de Burkholderia en aliments, i també en el ambient on s'on cultivats o emmagatzemats , pot ajudar a identificar possibles fonts de contaminació i prevenir brots de malalties associades amb aquest bacteri.
No n'hi ha prou amb les mesures i normatives, també cal una bona i continuada educació dels treballadors del sector alimentari en relació amb les pràctiques de seguretat alimentària i la prevenció de la contaminació per Burkholderia. Els treballadors són qui manipula aquests aliments i, per tant, que ho facin de la manera correcta és fonamental per garantir la qualitat i la innocuïtat dels productes alimentaris. La conscienciació sobre la importància de la seguretat alimentària i el compliment de les normatives establertes poden ajudar a reduir els riscos associats amb la contaminació per Burkholderia a la cadena alimentària i a protegir la salut pública.

## Casos Històrics

### Brot de melioïdosi durant la Segona Guerra Mundial
Durant la Segona Guerra Mundial, es van registrar diversos brots de melioïdosi, una infecció bacteriana greu causada per Burkholderia pseudomallei, entre les tropes desplegades al sud-est asiàtic i el Pacífic occidental. Aquests brots van representar un desafiament significatiu per als serveis mèdics militars i es van associar amb una alta taxa de morbiditat i mortalitat entre els soldats afectats. Es creu que la transmissió de la malaltia durant aquest període va estar relacionada amb les condicions ambientals adverses, la manca d'higiene adequada i l'exposició directa al sòl ia l'aigua contaminats, comuns als camps de batalla i les zones tropicals on es van lliurar nombrosos enfrontaments durant la guerra.
Els informes històrics suggereixen que la melioïdosi va representar una amenaça addicional per a la salut de les tropes ja afectades per altres malalties i ferides de combat. A més, la falta de coneixements detallats sobre la malaltia i també de mètodes efectius de diagnòstic i tractament en aquell moment va contribuir a la propagació entre les files militars.
La documentació dels brots de melioïdosi durant la Segona Guerra Mundial va servir com avís sobre la importància que té la higiene i el control de les malalties infeccioses, sobretot en entorns de combat. Aquests esdeveniments històrics també van suposar un augment del interès i estudi de la melioïdosi en el context de la salut pública i la medicina militar, cosa que eventualment va contribuir al desenvolupament d'estratègies més efectives per al diagnòstic i el tractament de la malaltia en un futur.
Tot i que s'han aconseguit avenços significatius en la comprensió i la gestió de la melioïdosi des de la Segona Guerra Mundial, els brots de la malaltia que hi van haver durant aquest període històric continuen sent un recordatori crucial dels desafiaments persistents associats amb les malalties infeccioses en entorns bèl·lics i condicions adverses.

### Brot de melioïdosi al sud de Califòrnia l'any 1984
El brot es va iniciar a Orange (Califòrnia) l'estiu del 1984. Els primers casos van ser de persones que vivien o treballaven en àrees properes a una planta de processament de sorra i grava. A mesura que el brot es va estendre, es van identificar casos en altres àrees del sud de Califòrnia com Los Angeles, Riverside i San Bernardino. El mecanisme de transmissió de la melioïdosi durant brot del 1984 no està del tot clar. Però les sospites apunten a que les persones es van infectar en inhalar pols contaminada amb Burkholderia pseudomallei, degut a la contaminació dels sòls amb aquest bacteri. Aquest brot va ser un esdeveniment important en la història de la malaltia, va deixar més d'una desena de morts i més de 200 infectats. A més va demostrar que la melioïdosi pot passar en àrees que no són endèmiques per a la malaltia i també va ajudar a augmentar la consciència sobre el risc d'infecció per B. pseudomallei als Estats Units.

## Epidemiologia
L'epidemiologia de la melioïdosi, causada pel bacteri Burkholderia pseudomallei, ha estat objecte de molts estudis a diverses regions del món. Els informes científics han destacat una distribució geogràfica específica, amb concentracions més significatives en àrees tropicals i subtropicals del sud-est asiàtic, el nord d'Austràlia i parts del subcontinent indi. La prevalença de la melioïdosi s'ha associat estretament amb factors ambientals, que poden ser la presència de sòls i aigües superficials contaminades en aquestes regions.
La transmissió de Burkholderia pseudomallei als humans normalment te lloc cuan hi ha contacte amb aigua o sòl contaminats, sovint a través de ferides obertes a la pell, inhalació o ingestió de partícules contaminades. A més, s'ha vist que certs grups poblacionals, com els agricultors,  i persones amb ocupacions relacionades amb activitats a l'aire lliure, presenten un risc d'exposició més gran al bacteri.
Els estudis epidemiològics indiquen una relació significativa entre la melioïdosi i certs factors de risc, com ara la diabetis, la malaltia renal crònica, l'abús d'alcohol i la malaltia pulmonar crònica. Aquestes condicions poden significar un augment important en la susceptibilitat d’un individu a la infecció per Burkholderia pseudomallei.
La seva prevalença en regions específiques es un fet comú, però s'han documentat casos esporàdics de melioïdosi en àrees no endèmiques. Això ha generat preocupacions sobre la possibilitat de la transmissió de la malaltia a través de viatgers que retornen de regions endèmiques i ha destacat la importància de la vigilància també en entorns no tropicals.
Pel que fa a la prevenció i el control de la melioïdosi i possibles epidèmies en un futur, els estudis destaquen la importància d'uns bons hàbits d'higiene i mesures de protecció personal, especialment per aquells individus que poden estar exposats a sòls i aigües contaminades. Cal destacar també que una bona educació pública sobre els riscos de la melioïdosi i la conscienciació en els entorns mèdics són crucials per a un diagnòstic primerenc i un tractament efectiu de la malaltia.
L'epidemiologia de Burkholderia pseudomallei i la melioïdosi reflecteix la complexa interacció entre factors ambientals, socials i biològics que influeixen en la transmissió i la prevalença de la malaltia a diferents parts del món. La comprensió i estudi d'aquests factors és fonamental per poder desenvolupar estratègies efectives de prevenció i control de la melioïdosi a nivell global.

## Relació amb l'ésser humà
Burkholderia és un gènere de bacteris que pot estar en relació amb els humans en segons quina situació, tant en relació amb la salut com altres àmbits. Tot i que, algunes espècies de Burkholderia poden ser patògenes i causar malalties, altres tenen una relació més benigna o fins i tot beneficiosa amb els humans.
1. Relació patogènica: Per exemple, específicament, Burkholderia cepacia pot causar infeccions greus en persones amb fibrosi quística o en aquelles amb un sistema immunitari compromès. Aquesta infecció pot provocar complicacions respiratòries greus i és especialment perillosa per a aquells amb malalties pulmonars preexistents o genètiques.
2. Oportunistes en infeccions hospitalàries: En l'àmbit hospitalari, diverses espècies de Burkholderia poden actuar com a patògens oportunistes, provocant infeccions nosocomials en pacients immunodeprimits o amb dispositius mèdics implantats.
3. Relacions beneficioses: També, poden tenir beneficis pels humans en certs contextos. Encara que la majoria de les discussions sobre Burkholderia se centren en les possibles infeccions patògenes, alguna de les seves soques també poden tenir efectes beneficiosos. Aquí es presenten alguns possibles beneficis associats amb Burkholderia:
- Aplicacions a l'agricultura: Algunes soques de Burkholderia tenen la capacitat de promoure el creixement de les plantes i millorar la seva salut. Aquestes soques poden formar simbiosi amb les arrels de les plantes i ajudar en la fixació de nitrogen, proporcionant així, nutrients essencials pel creixement de les plantes. Aquests bacteris poden ajudar a millorar la salut del sòl i augmentar la resistència de les plantes a malalties.
- Biodegradació de contaminants: Algunes espècies de Burkholderia tenen la capacitat de descompondre compostos químics tòxics o contaminants que es troben al terra o en entorns aquàtics. S'ha estudiat Burkholderia per la seva capacitat per descompondre hidrocarburs i altres contaminants, cosa que podria tenir aplicacions en la descontaminació de sòls contaminats per activitats industrials.
- Biotecnologia i aplicacions industrials: Per la seva gran capacitat metabòlica i diversa d'algunes soques de Burkholderia, s'estan investigant per aplicacions en biotecnologia. Aquests bacteris tenen potencial per produir enzims, biopolímers i altres compostos útils en diversos processos industrials, com ara la producció de bioplàstics o la síntesi de productes químics. S'ha de tenir en compte que les aplicacions beneficioses de Burkholderia encara estàn en recerca i desenvolupament, i la seva utilització a gran escala pot requerir més estudis per comprendre millor el funcionament del bacteri, i assegurar-nos la seguretat i treure el màxim d'eficàcia.
Algunes soques de Burkholderia mostren promeses en aplicacions agrícoles, en la descomposició de contaminants i en la industrialització, cosa que podria oferir beneficis potencials per als éssers humans en termes d'agricultura sostenible, medi ambient i desenvolupament de tecnologies més netes i beneficioses. Burkholderia té una relació en molts àmbits amb els humans. Algunes de les seves espècies poden ser patogèniques i causar malalties, especialment en persones vulnerables, mentre que altres tenen aplicacions potencials en àmbits com la biotecnologia i l'agricultura.

## Interaccions amb la xarxa tròfica
Burkholderia és un bacteri que té diversos papers dins de les xarxes tròfiques i els ecosistemes. Les funcions i la importància d'aquests bacteris poden variar segons l'espècie i el context ecològic, però hi ha algunes funcions claus que són rellevants en les xarxes tròfiques:
1. Descomposició i reciclatge de nutrients: Burkholderia és important en el procés de descomposició de la matèria orgànica. Contribueixen a descompondre la matèria orgànica morta, alliberant nutrients com carboni, nitrogen i altres elements essencials. Aquesta funció és crítica per al reciclatge de nutrients i la disponibilitat d'aliments per altres organismes a la xarxa tròfica.
2. Simbiosi, fixació de nitrogen: Algunes espècies de Burkholderia, tenen la capacitat d'establir relacions simbiòtiques amb les plantes i fixar el nitrogen atmosfèric, convertint-lo en una forma utilitzable per a les plantes. Aquesta fixació de nitrogen és essencial per al creixement de les plantes i, per tant, és imprescindible per a les xarxes tròfiques, ja que les plantes són la base primària de molts ecosistemes. La simbiosi de Burkholderia amb les plantes és mútuament beneficiosa. La planta rep nitrogen, que és un nutrient essencial pel creixement, i el bacteri rep carboni, que és un nutrient essencial pel seu creixement.
3. Competència: En alguns ecosistemes, les espècies de Burkholderia poden tenir un paper en la regulació d'altres microorganismes. Aquests bacteris poden competir amb altres microorganismes, per recursos i espai, ajudant a controlar la seva proliferació i mantenir l'equilibri ecològic. Inclús, hi ha competència entre diferents Burkholderia al mateix territori pels recursos, com és el cas de Burkholderia pseudomallei i Burkholderia thailandensis.
4. Parasitisme: Burkholderia té una relació hoste-parasit en diverses espècies, com ara Burkholderia cepacia. Aquest parasitisme pot donar lloc a la mort dels individus provocant el tancament del cicle dels nutrients seguit d'una descomposició del hoste.
Per resumir, Burkholderia té una funció crítica en les xarxes tròfiques com a descomponedor de matèria orgànica, facilitador de la fixació de nitrogen, regulador d'altres microorganismes i participant en interaccions parasitàries. Aquestes funcions són crucials per al funcionament i l'equilibri dels ecosistemes.